# Barbara Newhall Follett
Barbara Newhall Follett (* 4. März 1914 in Hanover, New Hampshire; verschollen seit dem 7. Dezember 1939) war eine amerikanische Wunderkind-Romanautorin. Ihr erster Roman, The House Without Windows, wurde im Januar 1927 veröffentlicht, als sie erst zwölf Jahre alt war. Mit vierzehn Jahren veröffentlichte sie ihren nächsten Roman, The Voyage of the Norman D., der von Kritikern gelobt wurde. Nachdem Follett Berichten zufolge aufgrund des Ehelebens depressiv geworden war, verließ sie im Dezember 1939, im Alter von 25 Jahren, die gemeinsame Wohnung und verschwand spurlos.

## Leben
Follett wurde als Tochter des Literaturkritikers und Herausgebers Wilson Follett und der Kinderbuchautorin Helen Thomas Follett geboren. Sie hatte eine ältere Halbschwester namens Grace aus der ersten Ehe ihres Vaters, sowie eine jüngere Schwester, Sabra Follett, später Sabra Follett Meservey, die 1961 als erste Frau als Doktorandin an der Princeton University zugelassen wurde. Barbara wurde von ihrer Mutter zuhause unterrichtet und begann bereits im Alter von vier Jahren, eigene Gedichte zu schreiben. Mit sieben Jahren hatte sie begonnen, ihre eigene imaginäre Welt, Farksolia, zu Papier zu bringen und ihre eigene dort gesprochene Sprache, Farksoo, zu entwickeln. Die Gedichte und Geschichten beschäftigten sich oft mit der Natur und Wildnis.
Im Jahr 1923, im Alter von acht Jahren, begann sie, auf einer kleinen, tragbaren Schreibmaschine, The Adventures of Eepersip, später umbenannt zu The House Without Windows als Geburtstagsgeschenk für ihre Mutter zu schreiben. Die Geschichte handelte von einem jungen Mädchen namens Eepersip, das von zu Hause und seiner Familie wegläuft, um glücklich mit tierischen Freunden in der Natur zu leben. Als ihr Manuskript später in diesem Jahr bei einem Hausbrand vernichtet wurde, schrieb Follett die gesamte Geschichte neu auf. Ihr Vater, ein Herausgeber des Verlags Alfred A. Knopf, Inc., reichte ihre Geschichte dort zur Veröffentlichung ein. Mit Unterstützung ihres Vaters wurde The House Without Windows schließlich angenommen und vom Knopf-Verlag veröffentlicht und erreichte kritische Anerkennung der The New York Times, des Saturday Review und von H.L. Mencken. Aufgrund dieses frühen Erfolgs wurde Barbara von einigen als Wunderkind gefeiert. Ihre Meinung wurde bei Radiosendern eingeholt und sie wurde gebeten, andere Kinderbücher zu lesen und zu beurteilen, wie beispielsweise Now We Are Six des britischen Autors A. A. Milne.
Folletts nächster Roman, The Voyage of the Norman D, basierte auf ihren Erfahrungen auf einem Küstenschoner in Nova Scotia. Er wurde im Jahr 1928 veröffentlicht und erhielt wie die erste Veröffentlichung große Anerkennung bei der Kritik.
Im selben Jahr verließ Folletts Vater ihre Mutter wegen einer anderen Frau. Dies war ein verheerender Schlag für Follett, die mit ihrem Vater tief verbunden war. Obwohl sie erst 14 Jahre alt war, hatte sie bereits den Höhepunkt ihres Lebens und ihrer Karriere erreicht.
In der Folge durchlebte ihre Familie schwere Zeiten. Im Alter von 16 Jahren, als sich die Weltwirtschaftskrise verschärfte, arbeitete Follett als Sekretärin in New York City. Sie schrieb mehrere weitere Manuskripte, darunter den Roman Lost Island und den Reisebericht Travels Without a Donkey, dessen Titel eine Anspielung auf Robert Louis Stevensons Travels with a Donkey war.
Im Sommer 1931 traf Follett Nickerson Rogers. Das Paar verbrachte den Sommer 1932 auf dem Appalachian Trail von Mount Katahdin bis zur Grenze zu Massachusetts und segelte dann nach Spanien, wo es seine Wanderausflüge auf Mallorca und durch die Schweizer Alpen fortsetzte. Nachdem sie sich in Brookline (Massachusetts), niedergelassen hatten, heiratete das Paar im Juli 1934. Zu diesem Zeitpunkt schrieb Barbara noch, aber ihre Werke wurden von Verlegern nicht mehr positiv aufgenommen. Obwohl Barbara in ihrer Ehe zunächst glücklich war, begann sie ab 1937 in Briefen an enge Freunde Unzufriedenheit über das Eheleben auszudrücken. Follett vermutete bald, dass Rogers ihr untreu war, und wurde depressiv.
Nach Aussage ihres Ehemanns verließ Follett am 7. Dezember 1939 ihre Wohnung nach einem Streit mit 30 Dollar in der Tasche und verschwand spurlos. Rogers meldete das Verschwinden seiner Frau zwei Wochen lang nicht bei der Polizei und behauptete, er warte auf ihre Rückkehr. Vier Monate nach Benachrichtigung der Polizei beantragte er die Ausstellung eines Bulletins für vermisste Personen. Da das Bulletin unter Folletts Ehenamen „Rogers“ herausgegeben wurde, blieb es von den Medien unbemerkt, die erst 1966 von ihrem Verschwinden erfuhren.
Im Jahr 1952, dreizehn Jahre nach dem Verschwinden von Follett, bestand ihre Mutter Helen darauf, dass die Brookline Police die Angelegenheit eingehender untersuchen würde. Helen war Rogers gegenüber misstrauisch geworden, nachdem sie herausgefunden hatte, dass er sich wenig Mühe gegeben hatte, seine Frau zu finden. In einem Brief an Rogers schrieb sie sinngemäß, seine Ruhe sähe aus, als hätte er in Bezug auf Barbaras Verschwinden etwas zu verbergen, und sie würde die letzten Jahre ihres Lebens nicht untätig bleiben, sondern herausfinden, was geschehen war, ob ihre Tochter vielleicht wegen Amnesie oder eines Nervenzusammenbruchs in einer Einrichtung sei.
Folletts Leiche wurde nie gefunden, und es wurden nie Beweise dafür erbracht, dass ein Verbrechen vorlag oder auszuschließen wäre. Das Datum und die Umstände ihres Todes wurden nie herausgefunden.
Im Jahr 2020 veröffentlichte ihr Neffe Stefan Cooke in dem von ihm gegründeten Verlag Farksolia postum ihren Roman Lost Island sowie drei weitere Erzählungen.

## Veröffentlichungen
- Barbara Newhall Follet: The House Without Windows & Eepersip's Life There. Knopf, New York, London 1927.
- Barbara Newhall Follet: The Voyage of the Norman D. Knopf, New York, London 1928.
- Barbara Newhall Follet: Lost Island (plus three stories and an afterword). Farksolia, 2020, ISBN 978-0-9962431-4-8.